# Il settimo papiro
Il settimo papiro (The Seventh Scroll) è un romanzo d'avventura, scritto nel 1995 da Wilbur Addison Smith.
È la continuazione in ambientazione moderna del romanzo Il dio del fiume, seguito da Figli del Nilo e Alle fonti del Nilo.

## Trama
La leggendaria tomba del faraone Mamose VIII dà il via alla vicenda. Fu concepita dallo scriba Taita che, convinto che il sepolcro non potesse mai essere violato, ha lanciato la sfida ai posteri, lasciando su un fragile papiro enigmatiche indicazioni per raggiungere la tomba. Si lanceranno alla ricerca l'inglese spregiudicato Nicholas Quenton Harper e l'affascinante archeologa anglo-egiziana Royan Al Simma, ma a contrastare i due vi è Gotthold Von Schiller, avido e arrogante collezionista. Ma trappole mortali e scontri furiosi impallidiranno di fronte alla scoperta più inquietante, davanti a ciò che Taita ha preparato per coloro che accetteranno la sua sfida. Riprendendo magistralmente la vicenda di Taita narrata nel libro Il dio del fiume, Wilbur Smith proietta l'azione ai giorni nostri, costruendo una potente avventura archeologica, un'incalzante caccia al tesoro fitta di enigmi, rivelazioni e colpi di scena, una tumultuosa storia di passioni, di avidità, di coraggio, e di amore.

## Trasposizione televisiva
Nel 1999, il regista statunitense Kevin Connor ha tratto dal romanzo la miniserie televisiva Il settimo papiro con Wilfried Baasner, Karina Lombard e Jeff Fahey.

## Edizioni
- Wilbur Smith, Il settimo papiro , traduzione di Roberta Rambelli, collana TEA, Longanesi, 1995,  p. 554, ISBN 88-7818-677-5.
- Wilbur Smith, Il settimo papiro, traduzione di Roberta Rambelli, TEA, 1º ottobre 1999,  p. 554, ISBN 978-88-7818-677-4.
- Wilbur Smith, Il settimo papiro, collana La gaja scienza, traduzione di Roberta Rambelli, Longanesi, 1º ottobre 1999,  p. 554, ISBN 9788830412705.
- Wilbur Smith, Il settimo papiro, collana Relax, leggi senza fatica, traduzione di Roberta Rambelli, TEA, 5 luglio 2007,  p. 857, ISBN 978-88-502-1398-6.
- Wilbur Smith, Il settimo papiro, collana Best TEA, traduzione di Roberta Rambelli, TEA, 2009,  p. 480, ISBN 9788850219568.
- Wilbur Smith, Il settimo papiro, collana Best TEA, traduzione di Roberta Rambelli, tascabile, TEA, 15 maggio 2014,  p. 554, ISBN 978-88-502-3581-0.
- Wilbur Smith, Il settimo papiro, collana I grandi della TEA, traduzione di Roberta Rambelli, tascabile, TEA, 4 maggio 2017,  p. 480, ISBN 978-88-502-4610-6.
- Wilbur Smith, Il settimo papiro, traduzione di Isabella Polli, Milano, HarperCollins, 16 luglio 2020, ISBN 978-88-690-5774-8.